# Затерянный мир (фильм, 1998)
«Затерянный мир» (англ. The Lost World, 1998)  — художественный фильм, экранизация одноимённого романа Артура Конан Дойля.

## Сюжет
1934 год. Друг и коллега профессора Джорджа Челленджера (Патрик Берджин), известный учёный Мейпл-Уайт (Джек Лангедок) находит то, что так безуспешно они искали в разных концах мира — свидетельство существования живых экземпляров доисторических животных. Челленджер находит своего товарища при смерти в юрте скотовода в Монголии, после того, как Уайт выбрался живым с высокогорного плато Кайхан, откуда ещё никто и никогда не возвращался. Мейпл умер на руках друга, но успел рассказать ему о своем открытии и представил настоящее яйцо динозавра с зародышем.
Спустя месяц в Лондонском королевском географическом обществе профессор Челленджер делает своё сенсационное сообщении об открытии затерянного мира и просит профинансировать его экспедицию в Монголию. Учёные светила поднимают его на смех, но председатель общества лорд Томас (Джеймс Брэдфорд) решил дать Челленджеру шанс, а крупный французский финансист Оскар Перри (Жак Лессар) предлагает огромную сумму в 100 000 долларов для организации экспедиции, но с условием, что они привезут в Англию для него живой экземпляр. Итак, в далекое путешествие отправляются 5 человек — сам профессор, его вечный оппонент профессор Саммерли (Майкл Синельников), циничный охотник и путешественник Джон Рокстон (Дэвид Нерман), молодой и энергичный Артур Мелоун (Джулиан Кейси), репортёр одной из лондонских газет и председатель общества воздухоплавания, а также дочь Мейпл-Уайта — дипломированный антрополог Аманда (Джейн Хейтмейер). Через 2 недели они прибывают в заснеженную Монголию. Там к ним присоединилась ещё одна монгольская пара — Джина (Грегориан Минот Пейер) и Майер (Рассел Йен), а через такое же время на вездеходе они добираются до окутанного вечным туманом плоскогорья Кайхан.
У плато представители неизвестного науке племени первобытных людей совершают нападение на исследователей и похищают мисс Уайт, так что после её освобождения путешественникам пришлось срочно ретироваться на воздушном шаре к цели экспедиции — на вершину плато. Там, на огромном пространстве в соседстве с действующим вулканом, перед ними предстал тёплый уголок девственной природы, где росла зелёная трава и высокие деревья, шумели водопады, и где гуляли… динозавры! На их воздушный шар нападают птеродактили, пробивают баллон, и они падают на плато. Майер погибает, выпав по пути из шара. Саммерли повреждает ногу при падении.
Мелоун забирается на дерево, чтобы осмотреться. В это время Джину кусает неизвестное существо из реки. Остальные относят её в пещеру, увиденную Мелоуном. В пещере она приходит в себя. Рокстон отправляется за едой и оружием и исчезает. Челленджер, Мелоун и Джина отправляются его искать. В их отсутствие на Аманду и Саммерли нападет неизвестный хищник, но Аманда отпугивает его при помощи револьвера. Челленджер, Мелоун и Джина находят среди ветвей деревьев полусдутый баллон от воздушного шара. Неожиданно появляется Рокстон, в руках которого находится детёныш центрозавра. Он угрожает друзьям ружьём, и становятся понятны его истинные намерения: Рокстон отправился в экспедицию чтобы поймать живого динозавра и на полученные за него деньги устроить на плато сафари для богатых охотников. Он требует от Челледжера связать Джину и Мелоуна. Джина кусает Рокстона за руку и он роняет ружьё. Челленджер вступает с Рокстоном в схватку, из которой, к счастью выходит победителем. По дороге в пещеру они видят поляну, на которой лежат их рюкзаки с провизией. Мелоун делает несколько шагов вперёд, но тут же проваливается в ловушку неандертальцев. Тогда Джина решает попробовать дойти до рюкзаков. Она почти доходит до них, но тоже проваливается в ловушку. Внезапно из ловушки появляется огромный доисторический крокодил, дейнозух. Остальные бросаются на помощью Джине и спасают её. При этом Рокстон нападает на Челленджера, но тот ударяет его и Рокстон падает в ловушку прямо в пасть дейнозуха, который утаскивает его в тоннель под поляной. Остальные возвращаются в пещеру и рассказывают Аманде и Саммерли о случившемся.
Ночью неандерталец стреляет в Саммерли дротиком с галлюциногеном и тот выходит из пещеры и начинает бродить по лесу. Его преследуют другие неандертальцы. Но они вдруг разворачиваются и уходят в обратном направлении и вскоре становится ясно почему: из чащи леса выходит гигантский хищник — тираннозавр рекс. Он преследует Саммерли до воздушного шара и там разрывает его на части. Остальные заметив отсутствие Саммерли (Челленджер просыпается после появления тираннозавра, видит что Саммерли нет и находит дротик)начинают его искать и находят его растёрзанное тело. Джина и Мэллоун влюбляются друг в друга.
Похоронив товарища, они начинают искать путь домой. Аманда и Челленджер исследуют пещеру у подножия плато и находят бутылку из под шампанского и разбитую пластинку Мэйпла Уайта. Неожиданно они натыкаются на живого Рокстона, который нашёл пещеру раньше них и поймал в клетку одного из Эудиморфодонтов, убивших Мэйпл-Уайта. Он ведёт их в другую часть пещеры, и там Аманда и Челленджер видят верёвку, привязанную к скале, и становится ясно, как Мэйпл-Уайт покинул плато. Рокстон отходит назад и поджигает динамит. Неожиданно для Рокстона его трофей начинает кусать его за перевязанную рану на руке. От боли Рокстон спотыкается, вываливается из пещеры и погибает. Аманда и Челленджер выбираются из пещеры и спасаются от взрыва. Мэллоун и Джина показывают им полотно от воздушного шара которое они нашли на дереве (вместе с ногой Саммерли). Они пытаются сделать из полотна огромный парашют. Джина отделяется от остальных и на неё нападают велоцирапторы. Один из них кусает её, и она теряет сознание. Друзья помогают ей и залезают на небольшую скалу в виде головы динозавра. Ночью на них нападает тираннозавр, убивший Саммерли. Джина погибает в его пасти. Тираннозавр нападает на Челленджера и Аманду, но Мелоун, желая спасти друзей и отомстить за любимую, отвлекает его на себя. Челленджер и Аманда хватают парашют и бегут к обрыву. Мелоун вытаскивает зажигалку и бросает её в щель с метаном. Раздаётся взрыв, в котором гибнет тираннозавр. Челленджер и Аманда прыгают с парашютом и спускаются с плато.
На лекции Челленджер заявляет всем присутствующим, что затерянного мира не существует.
Фильм заканчивается словами Мелоуна, который после взрыва оказывается отрезанным от внешнего мира. Закончив свои слова, он сбрасывает свой дневник с плато и растворяется в воздухе.
В сцене после титров показан тираннозавр, издающий громогласный рёв на фоне огня.

## В ролях
- Патрик Берджин — Профессор Челленджер
- Джейн Хайтмейер — Аманда Уайт
- Джулиэн Кейси — Артур Мэллоун
- Дэвид Нермэн — Джон Рокстон
- Майкл Синельников — Профессор Саммерли
- Грегориан Минот Пейер — Джина
- Расселл Юэн — Майер
- Джек Лангедийк — Мэйпл Уайт